# Darío Ramos Morales
Darío Ramos Morales (La Habana, Provincia de La Habana, Cuba, 1 de febrero de 1996) es un jugador de fútbol cubano que juega como defensa y su club actual es el Artemisa del Campeonato Nacional de fútbol de Cuba. Es internacional con la selección de fútbol de Cuba.

## Carrera

### Clubes
| Club                | País | Año         |
| ------------------- | ---- | ----------- |
| Isla de la Juventud | Cuba | 2016 - 2017 |
| Artemisa            | Cuba | 2017 - 2018 |
| Las Tunas           | Cuba | 2017 - 2018 |
| Ciego de Ávila      | Cuba | 2017 - 2018 |
| Artemisa            | Cuba | 2018 -      |

### Selección nacional
Debutó para la selección de Cuba el 10 de septiembre de 2019 en un partido de la Liga de Naciones de la Concacaf 2019-20 ante Canadá, entró como cambio al minuto 72  por Dariel Morejón, el juego terminó en una derrota por 1-0. 
El 11 de octubre de 2019 contra la selección de Estados Unidos en la Liga de Naciones de la Concacaf 2019-20 anotó un autogol gracias a un rebote tras un disparo de Jordan Morris.
| 1. | 10 de septiembre de 2019 | Truman Bodden Sports Complex, George Town, Islas Caimán | Cuba | 0-1 | Canadá         |     | Liga de Naciones de la Concacaf 2019-20 | 72' |
| 2. | 11 de octubre de 2019    | Audi Field, Washington D. C., Estados Unidos            | Cuba | 0-7 | Estados Unidos | 37' | Liga de Naciones de la Concacaf 2019-20 | 90' |